# 408

408(사백팔)은 407보다 크고 409보다 작은 자연수다.

## 수학
- 합성수로, 그 약수는 총 16개다. (1, 2, 3, 4, 6, 8, 12, 17, 24, 34, 51, 68, 102, 136, 204, 408)
  - 408의 진약수의 합은 672이므로, 408은 과잉수다.
- 32번째 불가촉수다. 앞의 불가촉수는 406, 다음은 426이다.
- 12번째 팔각수다. 앞의 팔각수는 341, 다음 팔각수는 481이다.
- {\displaystyle 408=37+41+43+47+53+59+61+67}
  - 연속하는 소수(素數) 8개의 합으로 나타낼 수 있으며, 이 성질을 지닌 앞의 수는 372, 다음 수는 442이다.

## 과학·기술
- NGC 408: 물고기자리 방향에 있는 항성.
- HTTP 408 (Request Timeout→요청 시간 초과): 서버의 요청 대기 시간이 초과되었을 때 웹 서버가 보내는 HTTP 상태 코드.

## 교통

### 철도
- 수도권 전철 4호선 별내별가람역의 역번호.
- 부산 도시철도 4호선 금사역의 역번호.

### 도로
- 국도
  - 일본 408번 국도(일본어판): 지바현 나리타시에서 도치기현 시오야군 다카네자와정까지 이어지는 일본의 국도.
- 기타 도로
  - 408번 지방도: 강원특별자치도 홍천군 두촌면에서 평창군 용평면까지 이어지는 대한민국의 지방도.
  - 현도 제408호선

## 군사
- U-408(영어판, 독일어판): 제2차 세계 대전에 사용된 나치 독일의 군용 잠수함.

## 방송
- KT HCN의 SBS 비즈 채널 번호.

## 문화유산
- 대한민국의 보물 제408호: 논산 쌍계사 대웅전
- 대한민국의 사적 제408호: 익산 왕궁리 유적

## 기타
- 날짜: 4월 8일
- 연도: 408년, 기원전 408년